# Jorge Peixinho
Jorge Manuel Rosado Peixinho (Montijo, 20 de janeiro 1940 – Lisboa, 30 de junho 1995), foi um compositor, pianista e maestro uma figura cimeira da cultura portuguesa.

## Biografia
Inicia os seus estudos de piano aos sete anos com uma tia, e de composição com apenas oito anos de idade, tendo sido admitido ao Conservatório Nacional de Lisboa em 1948, nas classes de piano e composição. Aí, é aluno de Artur Santos (1948-1954) e Jorge Croner de Vasconcellos (1954-1957).
Em 1958, após completar o Curso Superior de Piano e receber o Prémio de Composição do Conservatório Nacional, Jorge Peixinho segue para Roma, Itália, como bolseiro da Fundação Calouste Gulbenkian a fim de se aperfeiçoar em composição musical, como aluno de Boris Porena e Goffredo Petrassi na Accademia de Santa Cecilia. No ano seguinte, 1959, recebe o prestigiado Prémio Sasseti de Composição. Em 1961 obtém o diploma de estudos avançados em composição.

### Carreira artística
Durante a década de 60 colabora amiúde com Karlheinz Stockhausen e Pierre Boulez em Darmstadt e na Academia de Música de Basileia, tendo ao longo deste tempo continuado a receber relevantes prémios para composição e diplomas. Participa em vários programas de rádio e televisão, com o objectivo de divulgar novas correntes musicais. É também nesta década que dá início à colaboração musical com José Ernesto de Sousa,  nos campos de Teatro e escreve regularmente música de cena, das qual se destaca a música para O Gebo e a Sombra, de Raul Brandão.
Em 1960 trabalha com Luigi Nono em Veneza e estagia num estúdio electrónico em Bilthoven, Holanda. No ano seguinte a sua obra para orquestra, Políptico, estreia em Nápoles (1961).
Regressa a Lisboa em 1961, e dá início a um período de grande actividade de divulgação de correntes musicais contemporâneas, enquanto conferencista, ensaísta e intérprete de obras de outros autores. Com o apoio da Fundação Calouste Gulbenkian, organiza cursos de introdução à música contemporânea.
Em 1964 é responsável pela publicação do primeiro caderno de poesia experimental, fruto da sua associação com figuras notáveis da cultura desta época, que incluem Herberto Helder, Ana Hatherly, António Ramos Rosa, António Aragão, Arnaldo Saraiva e E. M. de Melo e Castro.
Em 1965 participa no primeiro happening português na Galeria Divulgação em Lisboa, ao lado de António Aragão, E.M. de Melo e Castro, Sallette Tavares, Manuel Baptista, Clotilde Rosa e Mário Falcão. Em Abril de1967 participa noutro happening na Galeria Quadrante, com Ana Hatherly, E.M. de Melo e Castro e José Alberto Marques, e com apresentação de José-Augusto França. A participação nesta forma de expressão artística, experimentalismo radical, bem como a sua associação à obra de John Cage dá-lhe alguma notoriedade pública enquanto 'destruidor de pianos', que iria afectar a sua carreira na década seguinte.
Lecciona no Conservatório do Porto entre 1965-1966.
De 1966 a 1969, cumpre o Serviço Militar Obrigatório.
Participa em festivais e eventos de Música Contemporânea internacionais de relevo tais como o I Festival de Música Contemporânea de Buenos Aires e o Festival de Música de Guanabara no Rio de Janeiro, onde é membro do jurí.
Cria o Grupo de Música Contemporânea de Lisboa em 1970, em colaboração com Clotilde Rosa, António Oliveira e Silva, Carlos Franco e António Reis Gomes. Sob a sua direcção, o grupo desenvolve trabalho experimental de improvisação e composição colectiva, e Peixinho cristaliza através do grupo uma relação com meios de música contemporânea de países latinos (Itália, Espanha, Argentina e Brasil). A primeira apresentação do grupo ocorre no Festival de Sintra.
Em 1972 Peixinho recebe o prémio da Casa da Imprensa, e entre 1972-73 obtém uma bolsa do governo belga para estudos avançados de música electro-acústica, e continua o seu trabalho e pesquisa em música electrónica no Estúdio IPEM, de Gante, Bélgica. Mais tarde participa num workshop de música e computadores no IRCAM em Paris.
Recebe o prémio de composição da Fundação Calouste Gulbenkian em 1974, e em 1976 o prémio de composição da Sociedade Portuguesa de Autores. Em 1977 é eleito membro do Conselho Presidencial da Sociedade Internacional para a Música Contemporânea (ISCM). Em 1984 recebe o Prémio do Conselho Português da Música pelo Concerto de Outono, e novamente o da Sociedade Portuguesa de Autores oor Recitativo II, na categoria de música de câmara. Em 1988 recebe o Prémio Joly Braga Santos e a Medalha de Mérito Cultural, atribuída pelo Ministério da Cultura.
Apesar do seu entusiasmo pela introdução da vanguarda musical europeia ao público português, teve uma posição relativamente marginal no panorama cultural português, até 1985, quando começou a leccionar no Conservatório de Lisboa, onde é professor até 1995.
Colabora como compositor/ músico em filmes como Brandos Costumes (1974, Alberto Seixas Santos),  O Prisioneiro (1979, Sérgio Ferreira) e Sinais de Vida - Breve Sumário da Vida e Obra de Jorge de Sena (1984, Luís Filipe Rocha).
Peixinho teve um papel importante na divulgação da obra de outros compositores e seus colegas: Constança Capdeville, Emanuel Nunes e Clotilde Rosa, entre outros.
Morre a 30 de Junho de 1995, com 55 anos.

### Homenagens
Possui desde 1998 uma escola secundária com o seu nome, no Montijo.

## Obras (selecção)
Lista selectiva da sua obra:
- Tríptico, vozes solistas, coros, e várious grupos instumentais (1959)
- Sucessões Simétricas I, piano solo (1960)
- Episódios, quarteto de cordas (1960)
- Políptico, orquestra de câmara(1960)
- Episódios, quarteto de cordas (1960)
- Concerto para Saxofone e Orquestra (1961)
- Episódios, quarteto de cordas (1960)
- Diafonia, harpa, celesta, cravo e piano, percussion e 12 instrumentos de corda (1963–65)
- Morfocromia, 12 instrumentos divididos em três secções (1963–66)
- Kinetofonias, grande orquestra de cordas devidida em três secções (1965–68)
- Eurídice Reamada, solistas vocais, coro misto e grande orquestra (1966)
- CDE, clarinete, violino, violoncelo e piano (1970)
- Sucessões Simétricas II, orquestra (1971)
- As Quatro Estações, trompete, violoncelo, harpa e piano (1968-72)
- Voix, orquestra de câmara e mezzo-soprano (1972)
- A Idade do Ouro, 2 clarinetes & clarinetes baixo, 2 violinos, harpa, cravo, piano & órgão (1973)
- Recitativo IV, flauta, harpa, guitarra, viola, violoncelo, piano, melódica, percussão e fita magnética (1974)
- Música em Água e Marmore, flauta, trompete, harpa, guitarra, violino, violoncelo e sintetizador (1977)
- Electronicolírica, fita magnética (1979)
- Elegy for Amilcar Cabral, composição electroacústica (1978)
- Mémoires… Miroirs… , concerto - cravo amplificado e 12 instrumentos de corda (1980)
- Canto para Anna Livia, soprano, mezzo-soprano, alto, flauta, flauta de bisel, violoncelo, celesta, órgão e 3 percussionistas (1981)
- Retrato de Helena, orquestra de câmera (1982)
- Concerto de Outono, oboé e orquestra (1983)
- O Jardim de Belisa, flauta, clarinete, harpa, guitarra, trompete, viola e violoncelo (1984)
- Ouçam a soma dos sons que soam, flauta, clarinete, piano, percussão e quinteto de cordas (1986)
- Canto Germinal, música electroacústica (1989)
- Passage Interieur, saxofones, guitarra eléctrica, baixo eléctrico, sintetizador e bateria electronica(1989)
- Alis, orquestra de câmera - 15 instrumentos (1990)
- Floreal, flauta, clarinete baixo, harpa, celesta, violino e viola (1992)
- Nocturno no Cabo do Mundo, sonata para três pianos (1993)
- Concerto para harpa e orquestra (1995)

## Discografia (selecção)
- Música I (Cinco pequenas peças "Five Short Pieces", Collage I, Estudo I, Harmónicos, Sucessões Simétricas I). Jorge Peixinho e Filipe de Sousa, pianos.

LP: Tecla, 1972 (reed. CD: Jorsom, 1994)
- CDE,. Grupo de Música Contemporânea de Lisboa - "Lisbon Contemporary Music Group", dir. Jorge Peixinho.

LP: Sassetti, 1974 (reed. CD: Strauss, 1995)
- Elegia a Amílcar Cabral, electronic music.

LP: Sassetti, 1978 (reed. CD: Strauss-PortugalSom, 1997)
- As Quatro Estações "Four Seasons". Grupo de Música Contemporânea de Lisboa

dir. Carlos Franco. LP: Sassetti, 1982 (reed. CD: PortugalSom, 1991)
- Music of Portugal, 20 LPs, LPs 4106, 4109.

Fernando Laires, piano; Manhattan String Quartet. Educo (USA), [1984]
- Koellreutter, Grupo Juntos Música Nova.

LP: Fundação Nacional de Arte/ Memória Musical Brasileira - "National Foundation for Art/ Brazilian Music Heritage", 1985.
- Música Portuguesa Contemporânea – Obras para guitarra "Contemporary Portuguese Music - Guitar Works"

José Lopes e Silva, guitar.
LP: PortugalSom, 1985 (reed. CD, 1995)
- Daniel Kientzy, Daniel Kientzy, saxophone.

LP: Poly, 1988.
Jorge Peixinho:
- Sobreposições, Políptico 1960, Sucessões Simétricas II, As Quatro Estações.

Orquestra Sinfónica de Budapeste/ GMCL. CD: PortugalSom, 1991.
- Música Portuguesa Contemporânea – Obras para clarinete "Contemporary Portuguese Music - Clarinet Works"

(O novo canto da Sibila). António Saiote, clarinete.
CD Strauss-PortugalSom, 1995.
Jorge Peixinho:
- Concerto para saxofone alto e orquestra "Concerto for Alto Saxophone and Orchestra",

Daniel Kientzy, saxofones /Filarmonica Transilvania et al.,
CD: Nova Musica, 1996
- Música Portuguesa – Séc. XX "Portuguese Music - XXth Century"

('À flor das águas verdes' e 'Nocturno no Cabo do Mundo'),
Grupo de Música Vocal Contemporânea "Contemporary Vocal Group",
dir. Mário Mateus /Jorge Peixinho, Francisco Monteiro e Jaime Mota, pianos
2CD: Numérica, 1996
- Lov, Trio Lov.

CD: AM&M, 2002
- Jorge Peixinho: – Música para piano.

Miguel Borges Coelho, piano.
2CD: Numérica, 2005
- "Ensemble - Estúdio de Composição - K. Stockhausen": LP Wergo: Participação Numa Obra Colectiva Dirigida por Stockhausen, Realizada em Darmstadt: Wer 60065 em 1971
- "Cinco Pequenas Peças Para Piano" - "Collage 1"; Colecção "Música - 1"; "Estudo 1"; "Sucessões Simétricas"; "Harmónicos"

LP Tecla
Piano - Jorge Peixinho e Filipe de Sousa, Tes 50002 em 1972
- "Cde"

Grupo de Música Contemporânea de Lisboa, Dirigido por Jorge Peixinho
Guilda da Música, em 1974
LP Sasseti
- "Elegia Aamílcar Cabral"

Obra Electrónica Gravada no Ipem - Gent (Bélgica)
(Instituto de Psicoacústica de Música Electrónica)
LP Sasseti, Diapasão 25003, em 1978
- "As Quatro Estações"

Grupo de Música Contemporânea de Lisboa, Dirigido por Jorge Peixinho
Diapasão 25008, em 1982
LP Sasseti
Gravado No Estúdio Jorsom 1980, Colecção "Discoteca Básica
- Obras de Enrique Macias

Cravo, Jorge Peixinho
Grupo de Música Contemporânea de Lisboa, Dirigido por Jorge Peixinho
LP Taup - Promotores, Madrid, A983-005, em 1983
- "Episódios" - "Sucessões Simétricas 1"

Antologia Da Música Portuguesa
LP Educo - Usa, Contemporânea – Nos 4106 e 4109
- "Greetings Fur Koellreutter (H.J.K.)"

Grupo Juntos Música Nova
Brasileira - Ministério da Cultura do Brasil
Fundação Nacional de Arte - Brasileira - Ministério da Cultura do Brasil
LP Mmb 860046 em 1985, Projecto Memória Musical
- "Saxblue"

Saxofone - Daniel Kientzy
International
Colecção Das Edições Salabert
LP Poly – Arte, Par 5303 em 1988
- "Sobreposições" - "Políptico 1960" - "Sucessões Simétricas Ii"

Orquestra Sinfónica de Budapeste, Dirigida por András Ligeti
Cd Portugal Som 870027
Em 1991 (Reedição), Colecção "Discoteca Básica Nacional - Sec"
- "L’Oiseau Lyre" In "Música Portuguesa Contemporânea - Obras Para Guitarra"

Guitarra - José Lopes e Silva
LP Portugal Som 860019,
1985 - Colecção "Discoteca Básica Nacional - Sec"
- "O Novo Canto da Sibila" In Música Portuguesa Contemporânea - Obras Para Clarinete, Clarinete – António Saiote

Cd Trauss, Portugal Som Sp6043, em 1995 (Reedição), Colecção "Discoteca Básica Nacional - Sec"